# Alexander Kastenhuber
Alexander Kastenhuber (Traunstein, 12 november 1967) is een voormalig Duits wielrenner.
"Kasti" startte zijn loopbaan bij RSV Traunstein. Vanaf 1996 maakte hij als prof deel uit van Team Nürnberger. Na een knieschijfbreuk in de Ronde van Oostenrijk leek hij zijn loopbaan te moeten beëindigen. Na een langdurige revalidatie keerde hij toch terug. In 1998 werd hij derde in de Steiermark Rundfahrt. In 2000 stopte hij met wielrennen.

## Belangrijkste overwinningen
1990
- Regio Tour

1993
- Ronde van Beieren